# پلی‌وینیل‌پیرولیدون
پلی وینیل پیرولیدون  (به انگلیسی: Polyvinylpyrrolidone) با فرمول شیمیایی (C۶H۹NO)n یک ترکیب شیمیایی است. که جرم مولی آن 2.500 - 2.5000.000 g·mol−۱ می‌باشد. 